# Havnebyen
Havnebyen – miasto w Danii, w regionie Zelandia, w gminie Odsherred.